# 홍주연
홍주연(1997년 11월 14일 ~ )은 KBS 48기 아나운서다.

## 학력
- 성균관대학교 신문방송학과 신문학부 학사

## 경력
- 2021년 ~ 2023년 : KBS 48기 공채 아나운서 - KBS 대구 근무
- 2023년 ~ 현재 : KBS 48기 공채 아나운서 - KBS 근무

## 진행

### TV
| 연도        | 방송사       | 제목                                     | 담당      | 진행기간                                                            | 비고                                                                          |
| ----------- | ------------ | ---------------------------------------- | --------- | ------------------------------------------------------------------- | ----------------------------------------------------------------------------- |
| 2022        | KBS 대구 1TV | KBS 뉴스 7 대구·경북                     | 진행      |                                                                     |                                                                               |
| 2022        | KBS 대구 1TV | 라이브 오늘                              | 진행      |                                                                     |                                                                               |
| 2023        | KBS 2TV      | 영화가 좋다                              | 임시 패널 | 2월 25일                                                            | 841회 도도한 영화 임시 패널                                                   |
| 2023        | KBS 2TV      | 영화가 좋다                              | 임시 패널 | 6월 24일                                                            | 858회 도도한 영화 [내레이션]                                                  |
| 2023        | KBS 2TV      | 영화가 좋다                              | 임시 패널 | 7월 22일                                                            | 862회 도도한 영화 [내레이션]                                                  |
| 2023        | KBS 2TV      | 2TV 생생정보                             | 임시진행  | 6월 14일 ~ 6월 23일, 11월 9일                                       | [ 1 ]                                                                         |
| 2023        | KBS 1TV      | KBS 스포츠 9                             | 임시진행  | 3월 3일                                                             | [ 2 ]                                                                         |
| 2023        | KBS 1TV      | KBS 스포츠 9                             | 진행      | 3월 6일 ~ 11월 10일                                                 | 평일                                                                          |
| 2023        | KBS 1TV      | KBS 뉴스 2                               | 임시 진행 | 6월 1일                                                             |                                                                               |
| 2023        | KBS 1TV      | KBS 뉴스 2                               | 임시 진행 | 6월 15일 ~ 6월 16일                                                 |                                                                               |
| 2023        | KBS 1TV      | 시니어 토크쇼 황금연못                   | 출연      | 3월 25일                                                            | 412회 아나운서 편 출연 - 봄날 가요제 휘파람 감성 듀오                         |
| 2023        | KBS 1TV      | TV비평 시청자 데스크                     | 임시패널  | 6월 25일                                                            | 시청자의 눈 임시 패널                                                         |
| 2023        | KBS 1TV      | TV비평 시청자 데스크                     | 임시패널  | 7월 23일                                                            | 시청자의 눈 임시 패널                                                         |
| 2023        | KBS 1TV      | TV비평 시청자 데스크                     | 임시패널  | 11월 19일                                                           | 시청자의 눈 임시 패널                                                         |
| 2024        | KBS 1TV      | TV비평 시청자 데스크                     | 임시패널  | 5월 19일                                                            | 시청자의 눈 임시 패널                                                         |
| 2024        | KBS 1TV      | TV비평 시청자 데스크                     | 임시패널  | 10월 6일                                                            | 시청자의 눈 임시 패널                                                         |
| 2023, 2025  | KBS 1TV      | KBS 뉴스 5                               | 임시 진행 | 2023년 7월 27일 ~ 2023년 7월 28일, 2023년 9월 1일, 2025년 8월 6일   |                                                                               |
| 2023        | KBS 1TV      | 아침마당 (본사 제작)                     | 출연취소  | 2023년 4월 3일                                                      | 9362회 월요토크쇼 명불허전 《 KBS 아나운서들에겐 특별한 게 있다?!》           |
| 2025        | KBS 1TV      | 아침마당 (본사 제작)                     | 출연      | 2025년 1월 13일                                                     | 9819회 월요토크쇼 명불허전 《소개합니다! KBS 새얼굴 》                        |
| 2023        | KBS 1TV      | 6시 내고향                               | 특별패널  | 7월 28일                                                            | 7840회(2023 재난극복 우리함께 · 수해 현장 특집 2부) - 60초를 잡아라 재해 특집 |
| 2023        | KBS 1TV      | 6시 내고향                               | 임시 진행 | 8월 3일 ~ 8월 9일 · 8월 11일                                        | 7844회 ~ 7849회                                                               |
| 2023        | KBS 1TV      | 6시 내고향                               | 임시 진행 | 11월 7일                                                            | 7907회 <2023 경북사과 홍보행사 특집>                                          |
| 2023        | KBS 2TV      | KBS 3시 뉴스타임                         | 임시 진행 | 8월 14일 ~ 8월 18일                                                 |                                                                               |
| 2023 ~ 2024 | KBS 1TV      | KBS 뉴스광장                             | 진행      | 11월 14일~ 2024년 11월 1일                                          | 평일                                                                          |
| 2023        | KBS 1TV      | 특별생방송 희망 2024 나눔캠페인 모금방송 | 특별진행  | 12월 12일                                                           | [ 7 ]                                                                         |
| 2024        | KBS 2TV      | 올림픽 하이라이트 봉주르 파리            | 진행      | 7월 28일 ~ 8월 12일                                                 |                                                                               |
| 2024        | KBS 1TV      | KBS 뉴스 7                               | 임시 진행 | 12월 5일, 12월 9일, 2025년 1월 31일, 5월 16일                       |                                                                               |
| 2025        | KBS 1TV      | TV쇼 진품명품                            | 진행      | 2025년 3월 16일 ~                                                   | 진품아씨                                                                      |
| 2025        | KBS 1TV      | KBS 주말뉴스                             | 임시 진행 | 2025년 2월 22일                                                     |                                                                               |
| 2025        | KBS 2TV      | KBS 아침뉴스타임                         | 임시 진행 | 3월 4일                                                             |                                                                               |
| 2025        | KBS 1TV      | KBS 스포츠 9                             | 임시 진행 | 2025년 5월 12일 ~ 2025년 5월 16일 2025년 5월 24일 ~ 2025년 5월 25일 | 평일, 주말                                                                    |
| 2025        | KBS 1TV      | KBS 뉴스 930                             | 임시 진행 | 2025년 7월 11일                                                     |                                                                               |
| 2025        | KBS 1TV      | KBS 뉴스 12                              | 임시 진행 | 2025년 7월 28일 ~ 2025년 7월 30일                                   |                                                                               |
| 2025        | KBS 2TV      | 무엇이든 물어보세요                      | 임시 진행 | 2025년 7월 28일 ~ 8월 1일                                           |                                                                               |

### 라디오
- KBS 대구 제2라디오 음악과 음악사이
- KBS 쿨 FM 상쾌한 아침 (2023년 7월 17일 ~ 7월 23일[8])
- KBS 쿨 FM 스테이션 제로 (2024년 4월 1일 ~ 현재)
- KBS 1라디오, 한민족방송, 쿨 FM 시대음감 (2024년 4월 6일 ~ 2025년 2월 9일)